# Liste der Kapellen im Großarltal
Die Liste der Kapellen im Großarltal enthält die wichtigsten Kapellen der Gemeinden Großarl und Hüttschlag im Großarltal im Bezirk St. Johann im Land Salzburg, unabhängig davon, ob sie unter Denkmalschutz stehen oder nicht.
Das Großarltal weist über 40 Kapellen auf, die meist privat errichtet wurden und daher zu einzelnen Bauernhöfen in einem Weiler gehören. Ihre Einordnung wurde nach dem Ortsteil (Weiler) vorgenommen. Meist handelt es sich um Marienkapellen. Viele der Kapellen wurden erst nach 1945 erbaut, meist ausgelöst durch Schicksalsschläge in den Familien oder aus Dankbarkeit, wie z. B. bei der Pertillkapelle.
Sie stehen noch heute unter der Betreuung der örtlichen Familien.
Sie sind ein Zeichen der Volksfrömmigkeit und dienen als geweihter Raum der Verortung des Glaubens.
Die zwei Pfarrkirchen in Großarl und Hüttschlag und die 11 Kapellen in der Nähe des Talgrunds wurden 2009 zu einem „Kapellen-Wanderweg“ zusammengefasst. Diese zwei Kirchen und Kapellen werden in der folgenden Tabelle zuerst aufgeführt und sind entsprechend der Broschüre durchnummeriert.
| Bild | Name der Kapelle                               | Lage                                                                                     | Baujahr                                                                     |
| ---- | ---------------------------------------------- | ---------------------------------------------------------------------------------------- | --------------------------------------------------------------------------- |
|      | Pfarrkirche Hll. Ulrich und Martin in Großarl  | Großarl (905 m) (Lage)                                                                   | 1770                                                                        |
|      | Laireitingkapelle „Maria Himmelskönigin“ (1)   | Eben, neben der Landesstraße (900 m) (Lage)                                              | 1860                                                                        |
|      | Bichlkapelle (2)                               | Oberbichl, neben der Landesstraße (900 m) (Lage)                                         | 17. Jh.                                                                     |
|      | Figlerkapelle (3) – „Mutter der Gnaden“        | Figler, an der Straße zur Bachalm (995 m) (Lage)                                         | 1990                                                                        |
|      | Griesbichlkapelle „Mater Dolorosa“ (4)         | Griesbichl (962 m) (Lage)                                                                | 1958, erneuert 2012                                                         |
|      | Neuhofkapelle Hl. Johannes Nepomuk (5)         | Oberneuhof, neben der Landesstraße (962 m) (Lage)                                        | 1880                                                                        |
|      | Schappachkapelle „Maria Sieben Schmerzen“ (6)  | Schappach (Ortseingang Hüttschlag) (978 m) (Lage)                                        | 19. Jh.                                                                     |
|      | Pfarrkirche hl. Josef in Hüttschlag            | Hüttschlag (1024 m) (Lage)                                                               | 1679                                                                        |
|      | Wolfaukapelle Hl. Christophorus (7)            | Wolfau, am Waldrand (1029 m) (Lage)                                                      | 1977–1979                                                                   |
|      | Karteiskapelle (8)                             | Karteis, am Ortseingang (1000 m) (Lage)                                                  | 1992                                                                        |
|      | Maurachkapelle (9)                             | Maurach, neben der Landesstraße (1026 m) (Lage)                                          | 1954                                                                        |
|      | Kapelle Hl. Hubertus (10)                      | See, oberhalb des Museums (1068 m) (Lage)                                                | 1880 als „Maria Sieben Schmerzen“ Kapelle in Karteis, 1996 hierher versetzt |
|      | Pertillkapelle (11)                            | Pertill (See) (1078 m) (Lage)                                                            | 1951                                                                        |
|      | Ludovicuskapelle                               | Seegut (1085 m) (Lage)                                                                   |                                                                             |
|      | Kapelle „Mater Dolorosa“                       | an der Landesstraße L 109 ins Großarltal, oberhalb der Liechtensteinklamm (921 m) (Lage) |                                                                             |
|      | Kapelle Alte Wacht                             | an der Landesstraße L 109 ins Großarltal, bei der Alten Wacht (862 m) (Lage)             |                                                                             |
|      | Kapelle Maurach                                | am Ende des Fahrwegs in Maurach (1028 m) (Lage)                                          |                                                                             |
|      | Kapelle Rothofalm                              | bei der Muggenfeldalm (Rothofalm) (1526 m) (Lage)                                        | geschl.                                                                     |
|      | Langbrandkapelle (Kapelle Unterwand)           | im Weiler Unterwand (1273 m) (Lage)                                                      |                                                                             |
|      | Andexkapelle (Kapelle Au)                      | oberhalb von Auschule (930 m) (Lage)                                                     | 1954                                                                        |
|      | Kapelle Wimm                                   | im Weiler Wimm (878 m) (Lage)                                                            | 1962                                                                        |
|      | Kapelle Inhög                                  | an der Straße zum Vorder-Stadluck (Ellmautal-Sonnenseite) (1128 m) (Lage)                |                                                                             |
|      | Kapelle Kasbichl                               | oberhalb im Ellmautal (Ellmautal-Sonnenseite) (1326 m) (Lage)                            |                                                                             |
|      | Kapelle Klaus                                  | beim Klausbauer im Ellmautal (1185 m) (Lage)                                             | geschl.                                                                     |
|      | Kapelle „Maria Himmelskönigin“ Großarl         | am Ortsausgang von Großarl, an der Straße ins Ellmautal (965 m) (Lage)                   |                                                                             |
|      | Kapelle Wandlehen                              | oberhalb von Großarl (Ellmautal-Schattseite) (1078 m) (Lage)                             |                                                                             |
|      | Kapelle „Maria – Rose des Hl. Geistes“ Thalgau | oberhalb von Großarl (Ellmautal-Schattseite) (1097 m) (Lage)                             | 1954                                                                        |
|      | Abendmahlskapelle Palfen                       | oberhalb von Großarl (Ellmautal-Schattseite) (1150 m) (Lage)                             |                                                                             |
|      | Jäutlkapelle (Kapelle Jaitlehen)               | oberhalb von Großarl (Ellmautal-Schattseite) (1191 m) (Lage)                             |                                                                             |
|      | Kapelle Hl. Johannes Nepomuk Unterberg         | am nördlichen Ortseingang Großarl-Unterberg (904 m) (Lage)                               | 19. Jh.                                                                     |
|      | Kapelle Aigenbauer                             | beim Aigenbauer in Unterberg (994 m) (Lage)                                              | um 1950                                                                     |
|      | Kapelle Arltörl                                | am Arltörl (1797 m) zwischen Großarl und Dorfgastein (Lage)                              |                                                                             |
|      | Hubertus-Kapelle Brandenberg                   | oberhalb des Weilers Brandenberg (1140 m) (Lage)                                         |                                                                             |
|      | Tofernalmkapelle (Kapelle Harbachalm)          | am Weg zur Harbachalm (1478 m) (Lage)                                                    |                                                                             |
|      | Kapelle Reitalm                                | unterhalb der Reitalm (1580 m) (Lage)                                                    |                                                                             |
|      | Lourdes-Kapelle Hubalmtal                      | am Weg zur Hub-Grundalm (1247 m) (Lage)                                                  | 1958                                                                        |
|      | Kapelle Glettnalm                              | an der Glettnalm (1760 m) (Lage)                                                         |                                                                             |
|      | Marienkapelle Kreealm                          | am Weg zur Kreealm (1432 m) (Lage)                                                       |                                                                             |
|      | Kapelle Hl. Johannes Nepomuk                   | beim Seegut (1064 m) (Lage)                                                              |                                                                             |
|      | Kapelle Kleinarl                               | am Parkplatz im Ort Kleinarl (996 m, gehört eigentlich nicht zum Großarltal) (Lage)      | 1900                                                                        |
|      | Pfarrkirche hl. Laurentius in Kleinarl         | im Ort Kleinarl (1000 m, gehört eigentlich nicht zum Großarltal) (Lage)                  |                                                                             |